# Mitch Lamoureux
Pour les articles homonymes, voir Lamoureux.
Temple de la renommée LAH : 2011
Mitch Lamoureux (né le 22 août 1962 à Ottawa, en Ontario, au Canada) est un joueur professionnel canadien de hockey sur glace qui évoluait au poste de centre.

## Biographie
Alors qu'il joue en junior pour les Generals d'Oshawa, Mitch Lamoureux est sélectionné à la 154e position du repêchage d'entrée dans la LNH 1981 par les Penguins de Pittsburgh. Un an plus tard, il rejoint l'organisation de Pittsburgh et le club-école des Penguins, les Skipjacks de Baltimore, dans la Ligue américaine de hockey. Pour sa cette première saison professionnelle, il termine meilleur buteur de la ligue ; il est alors nommé au sein de la deuxième équipe d'étoiles et remporte le trophée Dudley-« Red »-Garrett du meilleur débutant. Il fait ensuite ses débuts avec Pittsburgh dans la Ligue nationale de hockey lors de la saison 1982-1983, jouant huit matchs avec les Penguins. En 1986, il signe comme agent libre avec les Flyers de Philadelphie mais ne joue que trois matchs avec la franchise et passe l'essentiel des saisons suivantes dans la LAH avec les Bears de Hershey. Il passe ensuite plusieurs saisons en Europe, jouant en Italie, en Autriche et en Suisse avant de revenir en Amérique du Nord. Après une année dans la Ligue internationale de hockey, il retrouve la LAH dans laquelle il termine sa carrière en 1999, année où le trophée Fred-T.-Hunt du joueur ayant montré le meilleur esprit sportif lui est remis.
Il devient ensuite directeur des opérations au sein de la United Hockey League.
En 2011, il est intronisé au temple de la renommée de la LAH.

## Statistiques
| Saison     | Équipe                 | Ligue        |     | Saison régulière | Saison régulière | Saison régulière | Saison régulière | Saison régulière |    | Séries éliminatoires | Séries éliminatoires | Séries éliminatoires | Séries éliminatoires | Séries éliminatoires |
| Saison     | Équipe                 | Ligue        | PJ  | B                | A                | Pts              | Pun              | PJ               | B  | A                    | Pts                  | Pun                  |                      |                      |
| 1978-1979  | Gloucester Rangers     | CJHL         | 21  | 21               | 16               | 37               |                  |                  |    |                      |                      |                      |                      |                      |
| 1979-1980  | Generals d'Oshawa      | OMJHL        | 67  | 28               | 48               | 76               | 63               | 7                | 2  | 1                    | 3                    | 16                   |                      |                      |
| 1980-1981  | Generals d'Oshawa      | OMJHL        | 63  | 50               | 69               | 119              | 256              | 11               | 11 | 13                   | 24                   | 57                   |                      |                      |
| 1981-1982  | Generals d'Oshawa      | LHO          | 66  | 43               | 78               | 121              | 275              | 12               | 4  | 17                   | 21                   | 68                   |                      |                      |
| 1982-1983  | Skipjacks de Baltimore | LAH          | 80  | 57               | 50               | 107              | 107              |                  |    |                      |                      |                      |                      |                      |
| 1983-1984  | Penguins de Pittsburgh | LNH          | 8   | 1                | 1                | 2                | 6                |                  |    |                      |                      |                      |                      |                      |
| 1983-1984  | Skipjacks de Baltimore | LAH          | 68  | 30               | 38               | 68               | 136              | 9                | 1  | 3                    | 4                    | 2                    |                      |                      |
| 1984-1985  | Penguins de Pittsburgh | LNH          | 62  | 10               | 8                | 18               | 53               |                  |    |                      |                      |                      |                      |                      |
| 1984-1985  | Skipjacks de Baltimore | LAH          | 18  | 10               | 14               | 24               | 34               |                  |    |                      |                      |                      |                      |                      |
| 1985-1986  | Skipjacks de Baltimore | LAH          | 75  | 22               | 31               | 53               | 129              |                  |    |                      |                      |                      |                      |                      |
| 1986-1987  | Bears de Hershey       | LAH          | 78  | 43               | 46               | 89               | 122              | 5                | 1  | 2                    | 3                    | 8                    |                      |                      |
| 1987-1988  | Flyers de Philadelphie | LNH          | 3   | 0                | 0                | 0                | 0                |                  |    |                      |                      |                      |                      |                      |
| 1987-1988  | Bears de Hershey       | LAH          | 78  | 35               | 52               | 87               | 171              | 12               | 9  | 7                    | 16                   | 48                   |                      |                      |
| 1988-1989  | AS Asiago Hockey       | Série A      | 8   | 9                | 8                | 17               | 16               |                  |    |                      |                      |                      |                      |                      |
| 1988-1989  | Bears de Hershey       | LAH          | 9   | 9                | 7                | 16               | 14               | 9                | 1  | 4                    | 5                    | 14                   |                      |                      |
| 1989-1990  | Mariners du Maine      | LAH          | 10  | 4                | 7                | 11               | 10               |                  |    |                      |                      |                      |                      |                      |
| 1990-1991  | EK Zell am See         | Alpenliga    | 18  | 20               | 17               | 37               | 45               |                  |    |                      |                      |                      |                      |                      |
| 1990-1991  | EK Zell am See         | Nationalliga | 24  | 16               | 27               | 43               | 18               |                  |    |                      |                      |                      |                      |                      |
| 1991-1992  | SC Lyss                | LNB          | 25  | 29               | 27               | 56               |                  |                  |    |                      |                      |                      |                      |                      |
| 1991-1992  | HC Alleghe             | Série A      | 2   | 1                | 3                | 4                | 0                | 9                | 11 | 8                    | 19                   | 12                   |                      |                      |
| 1992-1993  | Gulls de San Diego     | LIH          | 71  | 28               | 39               | 67               | 130              | 4                | 0  | 0                    | 0                    | 11                   |                      |                      |
| 1993-1994  | Bears de Hershey       | LAH          | 80  | 45               | 60               | 105              | 92               | 11               | 3  | 4                    | 7                    | 26                   |                      |                      |
| 1994-1995  | Bears de Hershey       | LAH          | 76  | 39               | 46               | 85               | 112              | 6                | 0  | 2                    | 2                    | 8                    |                      |                      |
| 1995-1996  | Bruins de Providence   | LAH          | 63  | 22               | 29               | 51               | 62               | 4                | 2  | 3                    | 5                    | 2                    |                      |                      |
| 1996-1997  | Bruins de Providence   | LAH          | 75  | 25               | 29               | 54               | 70               | 3                | 0  | 0                    | 0                    | 4                    |                      |                      |
| 1997-1998  | B.C. Icemen            | UHL          | 16  | 18               | 15               | 33               | 10               |                  |    |                      |                      |                      |                      |                      |
| 1997-1998  | Bears de Hershey       | LAH          | 22  | 4                | 9                | 13               | 22               | 7                | 2  | 4                    | 6                    | 12                   |                      |                      |
| 1998-1999  | Bears de Hershey       | LAH          | 70  | 19               | 34               | 53               | 58               | 4                | 1  | 2                    | 3                    | 4                    |                      |                      |
| Totaux LNH | Totaux LNH             | Totaux LNH   | 73  | 11               | 9                | 20               | 59               |                  |    |                      |                      |                      |                      |                      |
| Totaux LAH | Totaux LAH             | Totaux LAH   | 802 | 364              | 452              | 816              | 1139             | 70               | 20 | 31                   | 51                   | 128                  |                      |                      |